# Нуменор
Нуменор е измислена държава от Дж. Р. Р. Толкин. Кралството заема голям остров на запад от Средната земя, основното поле на действие в книгите на Толкин, и е описано като най-голямата цивилизация на хората. Въпреки това, след векове на просперитет много от жителите престават да почитат Единствения бог, Еру Илуватар и се разбунтуват срещу Валарите, което води до унищожаването на острова и смъртта на повечето от обитателите му. Толкин е възнамерявал Нуменор да намеква за легендарната Атлантида.

## Измислена география

### Физическа география
Описанието на остров Нуменор, публикувано в Недовършени приказки, вероятно е било изведено от архивите на Гондор. Остров Нуменор е бил в Голямото море, по-близо до Аман на запад, отколкото до Средната земя на изток. Във форма той прилича на петолъчна звезда, с пет полуострова, простиращи се от централния район. Последното е обявено, че е бил около 250 мили (400 км) през граница, а полуостровите са почти с еднаква дължина. Самият остров е бил наклонен на юг и малко на изток. Карен Уин Фонстад е изчислил, че островът е с площ от 167 691 квадратни мили (435 017 km²).
Нуменор е разделен на шест основни региона: петте полуострова и централната зона. Миталмар или Вътрешните земи е централен регион, без значение от малкото крайбрежие около Роденна, с планината Менетарма в центъра му. Голяма част от региона се състои от пасища и ниски локации с малко дървета. В Миталмар, на или близо до Менетарма, в Миталмар, се дължат основните реки на Нуменор, Сирил и Нундуина. Източният район, Арандор, е най-населен в Нуменор, с Армелос, столицата и Роменна. В югозападната част на Миталмар лежеше област Емирийе, най-основната овча паша на Númenor. Адуштър или „Уестлендс“ е плодороден залесен район, скалист на север, с високи крайбрежни скали на запад. Заливите му са проведени няколко пристанища. Северните планини са покрити с елхи, а на юг горите се състояха предимно от брези и бъчви на горната земя и от дъбове и елми в валета. Hyarnustar или „Югозападните райони“ има лозя и плодородни земеделски земи на изток, с широки плажове по това крайбрежие, и планини и крайбрежни скали на запад. Хиарростар или „Югоизток“, е най-ниско разположеният регион, с дълги нежни брегове, особено на запад, и плантации за снабдяване на корабостроенето. Орростар или „Ийстландс“ е бил готин, но плодороден регион, с планини на север. В югозападната част на страната се родиха огромни насаждения от зърно. Форстар или „Нортландс“ е скалист и най-малко плодородна област, с буйна маврита на север до скалисти хълмове и няколко дървета. Неговите кариери осигурявали най-доброто строителство камък. Петият крал Тар-Менедур построи високата си кула тук, за да наблюдава звездите.
Най-населените градове са били крайбрежни, най-вече свързани с черни пътища. Павиран магистрала прелита на остров Númenor от изток на запад, свързваща Rómenna, Armenelos, долината на гробниците, Ондост и Андуин. Арменелос, „Кралската цитадела“, е столицата и в по-късни години най-големият град на Нуменор. Намира се в близост до центъра на Арандор, на около 32 км от планината Менетарма. Най-близкият бряг е бил на около 80 км източно в Роменна. В него се намира кралският дворец. Там е построена висока кула от първия крал Елрос, син на морския герой Earendil, а Бялото дърво нимот е засадено в дните на шестия крал, изследовател Тар-Алдарион. По време на управлението на 25-и и последния крал гордият Ар-Фаразон, гигантски кръгов храм на Моргот е построен в града, над 500 фута в диаметър и колкото по височина до корнизната си линия, над която се издига сребърен купол. Куполът имаше окулус, от който се издигаше димът от много жертви, който потъмнял среброто скоро след завършването му. Andúnië, „Залез“ е пристанище в западната част на Númenor, което погледна към Оон земи; Елдар се приземяваше там. Валандил е първият Господар на Андуни и неговите наследници са важни в оформянето на политиките на Нуменореа. Когато сянката падна над Númenor, Арменелос надхвърли Адуниа. Роменна, „На изток“, е била пристанище начело на дългия риф на изток от Нуменор. Става важно, когато корабостроенето и морското дело нарастват, особено от управлението на Тар-Алдарион. Елдадонде или „Елфическия рай“ е морско пристанище на западния бряг, където пристигат елфите от Тол Ересия, а река Нундуина се изпразни в залива Елдана. Това беше най-красивите от всички убежища на Нуменор, сравнено от елфите с град в Ерсеа.

### Култура
Нуменорците са произлезли от Едейн от Белериан, с три клана: хадор, народа на Беор и фолк от Халет. Средният нуменорец е по-висок от 1.90 м. Първоначално Толкин предполага, че нуменорците, които не ца от линията на Елрос живеят в продължение на 200 години, с кралска родствена живееща 400 години. По-късно, на нуменорцисе казва, че имат „пет пъти“ продължителността на живота на нормалните хора, или 300 – 350 години. Мъжете от Дома на Елрос са живели около 400 години; това намаляло поради бунта им.
Общият език на Адунаик е произлязъл от речта на хадрианците. Потомците на народа на Беор понякога са говорили за подчертана форма на Адунаик, докато другаде е посочено, че са създали собствения си език преди да дойдат на острова и да използват синдарин като ежедневна реч в Нуменор. Всички текстове, обаче, са съгласни, че синдарин е бил известен на повечето нуменорци и е широко използван в благороднически семейства; те също познават куеня. Това се променило, когато приятелството с елфите се разпадна; използването на синдарин и куеня се снижи, докато накрая крал Ар-Дернахор забранил тяхното използване, а знанието за елфските езици се запазваше само от Вярващите.
Преди идването на сянката, нуменорците поддържали няколко традиции, свързани с поклонението на Илуватар и уважение към Валарите. Сред тях са записани условията на разклонението на кораб, церемониите, свързани с преминаването на скиптъра и още други. Най-известните традиции са били трите молитви, по време на които голям вестител на хората се възкачиха на свещената среща на Менетарма и царя хвалеше Еру Илуватар. Това бяха: пролетната молитва за една добра година, Еркермим; в средата на лятото молитвата за добра жътва, Еулаитале; и есента на деня на жътва, Ерубанделе.
Нуменорският календар е подобен на григорианския с една седмица от седем дни, година от 365 дни, освен в високосни години, и дванадесет месеца: десет с 30 дни и две с 31. Въпреки това, Кинг Възмездие има няколко дни извън месеците, функция, заимствана от елфическите календари, които обикновено са били празници. Две от тези бяха двойките, които завършват през годината; така последният месец на годината беше последван от меттари, последният ден от годината; това беше последвано от йестари, Нова година, преди началото на първия месец. Другият месец беше лоенда, в средата на годината. В една високосна година имаше два часа в средата на годината. През Втората и Третата епоха годините са били смятани от началото на епохата. В този календар се наблюдават различни нередности, особено след падането. Мардил Вуронуай ревизира календара и новата версия стана : всички месеци са имали 30 дни, с два допълнителни дни. Петте допълнителни дни (равноденствието, ежедневеното и два в средата на зимата) бяха празнични дни. Обединеното кралство приема „Нов календар“, който започва на 25 март (срв. Ден на дамата, английската нова година между 1155 и 1752 г.), датата на падането на Заурон. Това го прави да съответства по-тясно на пролетта началото на елфическия календар. Месеците на Пресконциите бяха в Кения (или Синдарин).
| Quenya name | Sindarin name | Meaning                  | Френски     |
| Narvinyë    | Narwain       | ново слънце              | Nivôse      |
| Nénimë      | Nínui         | дъждовен                 | Pluviôse    |
| Súlimë      | Gwaeron       | ветровит                 | Ventôse     |
| Víressë     | Gwirith       | нов / млад               | Germinal    |
| Lótessë     | Lothron       | цветен мецес             | Floréal     |
| Nárië       | Nórui         | слънчево                 | Prairial    |
| Cermië      | Cerveth       | реколта                  | Messidor    |
| Urimë       | Urui          | горещо                   | Thermidor   |
| Yavannië    | Ivanneth      | даване на плодове        | Fructidor   |
| Narquelië   | Narbeleth     | избледняване на слънцето | Vendémiaire |
| Hísimë      | Hithui        | мъгливо                  | Brumaire    |
| Ringarë     | Girithron     | студено                  | Frimaire    |

## Измислена история

### Подарената земя
Остров Наменор е отгледан от морето като подарък от Валарите до едаините, предците на хората, които са стояли с елфите на Белерианд срещу Моргот във войните от Първата епоха. Нуменор беше предложена като награда, като „почивка след войната“ за едаините. В началото на Втората епоха по-голямата част от тези едаини, които са оцелели от войните, напуснали Средната земя и пътували до острова, плавайки с кораби, осигурени и направлявани от елфите. Миграцията отне 50 години и доведе от 5000 до 10 000 души на острова. Царството е основано в началото на Втората епоха а Елрос Халвен, син на Еердил, и брат на Елронд и потомък на всички кралски къщи на Елфи и едаините, става първият крал на Нуменор – абсолютен монарх. Под негово управление и тези на потомците му, нуменорците се издигат, за да станат влиятелни хора, приятелски настроени с елфите, както на Ерисея, така и на Средната земя. Елфите на Ерисея донесоха подаръци, включително умения и растения. Сред тези дарби са седемте палантири, магически кълба, които можеха да предвидят бъдещето, за господарите на Андуин.

### Крале на моретата
Нуменор е заобиколен от Голямото море на Арда, а морето има дълбоко влияние върху културата и историята на Нуменор. От най-ранните времена в историята рибата от морето са значителна част от нуменораската диета; тези, които предоставят тази храна, бяха първите морски лодкари на Нуменор. Нуменорците бързо става квалифицирани корабостроители и моряци, с желание да изследват и овладеят океана. Имаше едно ограничение на тази дейност: Забраната на Валарите. Когато остров Нуменор е бил надарен на едаините, било строго забранени да плават на запад от погледа на острова. Това е така, защото Безсмъртните земи, забранени за смъртни, лежат в близост до западно от Нуменор. Така че нуменорците започнали да изследват моретата на север, изток и юг. Те достигат Средната земя на изток и изследват бреговете ѝ, включително Източното море в далечната част на Средната земя. Нуменорците донасят даровете на тяхната по-добра цивилизация на мъжете от Средната земя, които наричат царете на Нуменор. Новини за военноморските лица на Нуменореа се разпростират в Средната земя; дори и ентите Енти са чули за идването на Великите Кораби." Нуменореанците са установили добри отношения с Гил`галад, царят на висшите елфи на северозапад от Средната земя, чиито кораби плавали от Сивите елфи. Алдарион основал Уинендили, гилдията на моряците, в чест на Уиен, богинята на морето. Той успява на трона и става известен като Краля на морето. Той основава Винялонда (по-късно наричан Лонд Даер), първото селище на Нуменор в Средната земя. Това пристанище осигурява достъп до големите гори на Ериадор, от които нуменорците се нуждаят за изграждане на кораби. Нуменорците помагат на Гил`галад в войната на елфите и Саурон, която избухва след изковаването на Пръстените на властта, по-специално на Единствения пръстен. Тар-Минастир, по-късно единадесетия крал на Нуменор, събира армада и я изпраща на Гил`галад.

### Идването на Сянката
В края на Втората епоха, Ар-Фаразон, 25-ият монарх на Нуменор, плавал към Средната земя, за да предизвика Саурон, известен на нуменорците като Зигур, който е твърдял, че е крал на хората и надзирател на Средната земя. Ар-Фаразон се приземи в Умбар, за да се бие, но виждайки мощта на Нуменор, армиите на Саурон бяга и Саурон се предава без бой. Той е върнат в Нуменор като затворник, но скоро излъгал царя и много други нуменорци, обещавайки им вечен живот, ако те се покланят на господаря си Мелкор. Със Саурон като съветник, Ар-Фаразон строи 150-метров храм, издигнат в Столицата Арменелос. В този храм били принасяни човешки жертви на Мелкор. През това време, Бялото дърво Ниборот, което стоеше пред Царската къща в Арменос и чиято съдба е свързана с въжето на царете, бе отсечена и изгорена като жертва на Мелкор, по заръка на Саурон. Исилдур спасил плода на дървото, който става прародител на Бялото дърво на Гондор.

### Катаклизъм
Подтикнат от Саурон и страха от старостта и смъртта, Ар-Фаразон построил голяма армада и плавал на Запад, за да воюва с Валарите, възнамерявайки да завладее Безсмъртните земи и да постигне безсмъртие. Саурон остана назад. Ар-Фаразон кацнал на брега на Аман. Тъй като на Валарите е забранено да предприемат директни действия срещу човечеството, Манве, господарят на Валарите, призован Еру Илуватар, Единствения бог. В отговор, Еру предизвика промяната на света: плоската дотогава Земя е била трансформирана в глобус, Нуменор потъва под океана, а Безсмъртните земи са премахнати завинаги от Земята. Цялото население на острова е удавено. Повечето армада на Ар-Фаразон също се срещаха с тях в катаклизма. Това беше второто падение на хората.

### Последиците
Саурон е бил хванат в катаклизма, който е помогнал за това. Тялото му загина и той никога повече не можеше да приеме справедлива форма. Той избяга обратно в Средната земя като чудовищен дух, който премина като сянка и черен вятър над морето, връщайки се в Мордор. Някои от слугите му, Черните нуменорци, напускат острова преди неговото унищожение и продължават да служат на Саурон в Средната земя; Един от тези бяха безименната „Уста на Саурон“, лейтенантът на Саурон, който говори с капитаните на Запад преди битката при Мордор.
Елендил и Вярващите също дойдоха в Средната земя преди катаклизма. Синовете на Елендил Исилдур и Анарион основават двете царства в Изгнание: Арнор на север и Гондор на юг. Двете царства се стремят да поддържат културата на Нуменоре. Гондор процъфтява и за известно време блясъкът му се увеличава, спомняйки си донякъде от могъщата сила на Нуменор". Саурон събрал сили в близкия Мордор, поставяйки сцената в борба с хилядогодишната си борба.
Царете на Арнор и царете на Гондор са директно слезнали от Исилдур и Анарион, и следователно от Господарите на Андуин. Като предците си, те са имали продължителни животи. Царете на Арнор и Гондор наследили сребърния прът на Господаря на Андуин; този прът е преименуван на скиптъра на Анюминас и е бил главният символ на царуването на Арнор. Поради няколко причини, и в края на краищата, Гондор са били управлявани вместо царе от Наместници. Арагорн е глава на Дунеданите („мъже на запад“, Нуменорците), оцелял на север в края на Третата епоха, и като потомък на Исилдур може да претендира за царуването. Принцовете на Дол Акрот произхождат от семейство на Вярващите от Нуменор, който е управлявал страната на Белфалас от Втората епоха насам. Това нуменорско семейство е сходно с господарите на Ануния и по този начин е свързано с Елендил. Сам Гамге забелязва магьосническия въздух на Фарамир, на който Фарамир отговаря на „Може би различавате отдалеч въздуха на Нуменор“.

## Влияние

### Атлантида
Атлантида (древногръцка: Ἀτλαντὶς νῆσος, „остров Атлас“) е измислен остров, споменат в алегория на високомерие (прекомерна гордост, водеща до падение) на нации в произведенията на древногръцкия философ Платон Тимей и Кристия.
Унищожението на Нуменор на куеня се нарича Аталанта-„падането“. Толкин описва изобретяването на тази допълнителна илюзия на Атлантида като щастлив инцидент, когато осъзнава, че коренът на куеня може да се включи в име за Нуменор. Толкин пише за Нуменор като Атлантида в няколко от писмата си.
Коментаторът Чарлз Делаттър е отбелязал, че приказката на Нуменор е преразказване на мита на Атлантида, единственият удавен остров в оцелялата древна литература, съвпадение на няколко детайли: тя започна като перфектен свят, геометрично изложени, за да се отрази на баланса и хармонията му; тя изобилства от ценни минерали; и има ненадмината сила, със силен флот, който може да оказва контрол далеч отвъд бреговете си, като древна Атина. Гордостта на Нуменор също пише в Делаттър, съвпада с гордостта на Атлантида на Платон; и падението му припомня унищожението на Атлантида, божественото старозаветно възмездие за Содом и Гомор и Изгубения рай на Милтън.

### Падането
Имената, свързани с филологическите му изследвания, формирали Толкин, възможността за един вид низходящ прогрес, от отдавна изгубения митичен свят на Нуменор през Втората епоха, до неговия фентъзи свят на Средната земя през Третата епоха, също загубен, от истинския древен германски и англосаксонски хиляди години по-късно, и накрая до съвременния свят, имена като Андуин все още оцеляват, всички (в художествената литература), която е останала от Средната земя, носеща за знаещия фиолог на намек за богатата жива английска митологи
Делаттър отбелязва, че позицията на Нуменор в Средната земя на Толкин е любопитна, не на последно място, защото във „Властелинът на пръстените“ славата на Нуменор вече е древна история, предизвиквайки усещане за загуба и носталгия. Това, пише той, е само една от многото загуби и падения в Легендарнириума на Толкин, което води до последните остатъци от Нуменор на север, Дунедан, и последното нуменорско царство, Гондор, което „поддържа жива илюзията, че Нуменор все още съществува на юг“.
Толкин, набожен католик, заявява, че Падението на Нуменор е ефективно втори спад на човека. Брадли Бирзър, пишейки в енциклопедията на Джон Р. Р. Толкин, отбелязва, че Толкин смята, че всяка история е за падане, и съответно неговия Легендариум съдържа много „падения“: на Моргот, на Феанор и неговите роднини, и тази на Нуменор сред тях. Ерик Швайхер, пишейки в Митлор, отбелязва, че забраната е била скоро непоколебимо, както е в библейското падане. Изкушението за нуменорците било желанието за безсмъртие, а забраната, която те са нарушили, е да не отплават към несъкрушите земи на Аман.

## Развитие
Първоначално планирано да бъде част от история за пътуване във времето в The Notion Club Papers, Толкин веднъж вижда историята за падането на Нюменор като заключение на Силмарион и „Последната приказка“, разказваща за „Старите дни“. По-късно, с появата на Властелинът на пръстените, той се превръща в връзка с неговата митология от ранните векове

## Други автори
Романът на К. С. Луис от 1945 г. „Грозната сила“ споменава :„Нуминор и истинския запад“, което Луис се утвърди като тогава непубликувано творение на Джон Р. Р. Толкин; те са били приятели и колеги в Оксфордския университет, както и членове на Книжовната група за литературни дискусии. Неправилното изписване идва от единствения слух, който Толкин казва името в едно от неговите показания.